# Червоний півень плімутрок
«Червоний півень плімутрок» — радянський художній телефільм 1975 року, знятий на Кіностудії ім. О. Довженка.

## Сюжет
Валя дуже стурбований розбратами між батьком, матір'ю і бабусею. Що він тільки не вигадував, щоб у його сім'ї було добре та весело. А тепер він вирішив придбати півня і навчити його танцювати так, як танцював півень його односельця Нікодимича…

## У ролях
- Павло Ревуцький — Валька Дементьєв
- Олександр Бєліков — Мітрошка, молодший братик Вальки
- Віктор Панченко — батько
- Маргарита Криницина — Тося Дементьєва, бабуся
- Юрій Дубровін — Нікодимич, веселун-балалаєчник
- Катерина Крупєннікова — Семенівна, подруга матері
- Ігор Кріпак — приятель Вальки
- Неоніла Гнеповська — покупчиня на базарі
- Раїса Пироженко — Стеша, господиня півня
- Галина Довгозвяга — мийниця машин
- Лідія Чащина — продавчиня
- Борис Сабуров — старий в тільняшці
- Наталія Гебдовська — бабка, дружина старого в тільняшці
- Ганна Богданова — епізод
- Олександр Циганков — епізод

## Знімальна група
- Режисер — Михайло Бєліков
- Сценаристка — Вікторія Токарєва
- Оператор — Ігор Бєляков
- Композитор — Вадим Храпачов
- Художник — Едуард Шейкін